# Millicent Fawcett

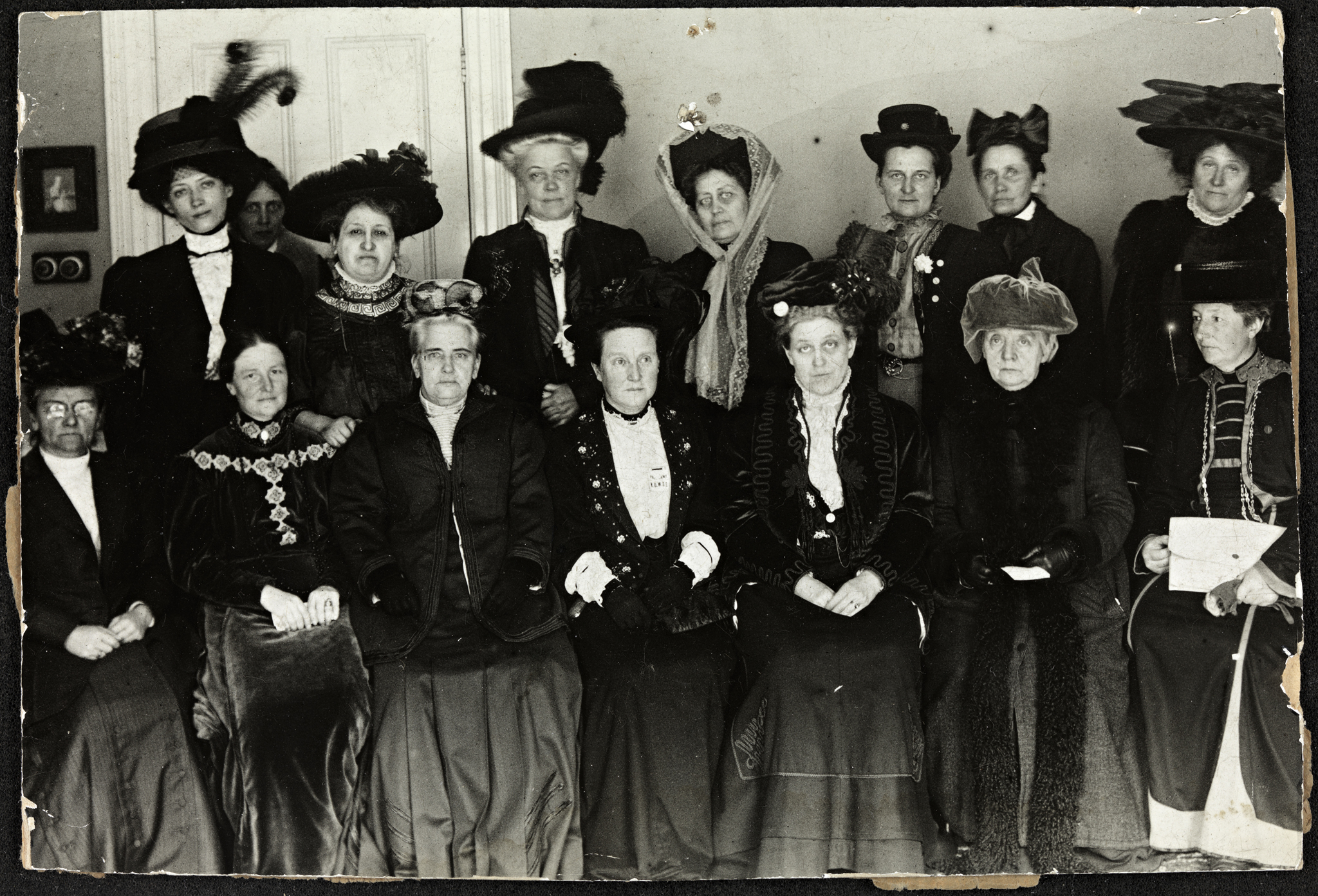
Millicent Fawcett (la quarta des de l'esquerra de la primera fila) en el Suffrage Alliance Congress, Londres, 1909

Millicent Fawcett, nascuda com a Millicent Garret (Aldeburgh, Suffolk, 11 de juny de 1847- Londres, 5 d'agost de 1929) fou una política pacifista i dirigent feminista anglesa. Va formar part del moviment sufragista, des del qual va promoure l'educació de les dones i el seu dret a vot.

## Primers anys
Millicent Garrett Fawcett, filla de Louise Dunnell i Newson Garrett, va néixer a Aldeburgh, a Suffolk, el 1847 en el si d'una família nombrosa i il·lustrada i d'un alt nivell de vida que va enviar els seus fills a un internat a Blackheath (Londres), a càrrec de Luisa Browning, tia de Robert Browning. Millicent hi va estudiar des del 1858 fins al 1863 i va rebre una educació molt rudimentària. Quan tenia dotze anys la seva germana Elisabeth es va traslladar a Londres per estudiar medicina i des d'aleshores la visità regularment. Aquestes visites van ser el començament de la participació de Millicent en el moviment de les dones, ja que el 1865 Elizabeth la va portar a un discurs de John Stuart Mill sobre el tema dels drets de les dones i Millicent en va quedar tan impressionada que va esdevenir una partidària activa de la seva obra.

## La vida de casada
El 1866, a l'edat de 19 anys, va ser secretària de la Societat de Londres per al Sufragi de la Dona. L'any 1867 es va casar amb Henry Fawcett, diputat liberal independent i catedràtic d'Economia Política a la Universitat de Cambridge. Henry era cec, així que Millicient es va convertir en els ulls i les mans del seu marit, va actuar de lectora i ajudant per als seus estudis i escrits, i sempre el va acompanyar al Parlament, llegint i redactant tots els documents i informes oficials, i també els discursos. Així, Millicient va presenciar, el 1867, el primer debat al Parlament britànic sobre el sufragi femení.
Els primers anys de matrimoni van significar una mena de curs accelerat en ciències polítiques i econòmiques. Fruit d'aquest procés és la col·lecció Essays and Lectures on Social and Political Subjects (1872), una col·lecció de catorze estudis, dels quals vuit són signats per ella. Abans, ja havia publicat Political Economy of Beginners, un text introductori d'economia per a adolescents, i que va constituir un èxit editorial.

## Activitat política
El 1868, Millicent es va unir al Comitè de Sufragi de Londres, i el 1869 va parlar en la primera reunió a favor de sufragi públic que se celebrà a Londres. El 1874, va publicar un altre llibre, Tales in Political Economy, un recull de contes il·lustratius de lliçons d'economia. El 1875 va ser cofundadora del Newnham College a la Universitat de Cambridge. A partir del 1884 Garrett Fawcett es va dedicar de ple al moviment sufragista britànic, i amb la mort de Lydia Becker, el 1897, esdevingué la presidenta de la principal organització del moviment sufragista al Regne Unit, la National Union of Women's Suffrage Societies (NUWSS), càrrec que deixà el 1919, un any després de l'obtenció del dret de vot per les dones de més de 30 anys. El 1917 va publicar The position of Women in Economic Life, en què denuncia les barreres d'entrada al mercat laboral que pateixen les dones i reclama igualtat d'oportunitats a tots els nivells.

## Pacifisme
El juliol de 1901, va ser nomenada pel govern britànic per investigar sobre les condicions de vida en els camps de concentració a Sud-àfrica que va crear Lord Kitchener durant la Segona Guerra dels Bòers de 1899-1902. El seu informe confirmà el que el defensor Emily Hobhouse havia dit sobre les dures condicions de vida en aquests camps. Quan va esclatar la Primera Guerra Mundial el 1914, la NUWSS refusà de participar en la guerra perquè un bon nombre de les seves membres eren pacifistes i va continuar la seva campanya per a l'obtenció del dret de vot per les dones tot destacant la importància del treball de les dones durant el conflicte bèl·lic.

## Darrers anys i reconeixements
Va obtenir el rang de Dama de l'Orde de l'Imperi britànic l'any 1925 i va morir a la casa núm. 2 de Gower Street a Bloomsbury, el 1929. El Millicent Fawcett Hall de Westminster va ser inaugurat l'any de la seva mort. Avui, el seu nom està lligat a la Fawcett Society, una organització feminista que treballa per establir la igualtat entre homes i dones.

## Obres
- 1870: Political Economy for Beginners
- 1872: Essays and Lectures on social and political subjects (escrit conjuntament amb Henry Fawcett)
- 1872: Electoral Disabilities of Women
- 1874: Tales in Political Economy
- 1875: Janet Doncaster (novel·la)
- 1889: Some Eminent Women of our Times: short biographical sketches
- 1895: Life of Her Majesty, Queen Victoria
- 1901: Life of the Right Hon. Sir William Molesworth
- 1905: Five Famous French Women
- 1912: Women's Suffrage : a Short History of a Great Movement. ISBN 0-9542632-4-3
- 1920: The Women's Victory and After: Personal reminiscences, 1911–1918
- 1924: What I Remember (Pioneers of the Woman's Movement). ISBN 0-88355-261-2.
- 1927: Josephine Butler: her work and principles and their meaning for the twentieth century (escrit amb Ethel M. Turner)

## Arxius
Els arxius de Millicent Fawcett es troben a la The Women's Library a la Biblioteca del London School of Economics